# Манастир Пантелејмон
Манастир Светог Пантелејмона (рус. Монастырь Святого Пантелеймона, грч.  []), такође познат као Русикон (рус. Россикон, грч.  []) или Нови Русик (рус. Новый Руссик), је један од 20 „главних“ манастира на Светој гори. Традиционално се сматра „руским“, иако састав монаха је постао претежно руски тек у последњем кварталу 19. века, када је стављен под управу Руске цркве и руског цара што је трајало до почетка Првог светског рата.
Панталејмон је рангиран као 19-и манастир у хијерархији Свете горе.

## Историја
Првобитно руско монашки насеље на Светој гори у 11. веку је било признато као посебан манастир.
У време татарско-монголског ропства Русије већина монаха били су Грци и Срби. У њега је прво дошао Растко Немањић, када је хтео да се замонаши. Обновио га је српски цар Душан 1349. године. Упутио је српски владар том руском манастиру две златне буле, разне земље и главу Св. Пантелије, те тиме наново подиже руски манастир.
Крајем XV и почетком 16. века у манастиру су живели углавном Срби, што сведочи преписка управе манастира са властима у Москви из тог времена. Срби су наставили да помажу руски манастир; издашне дарове су тако слали деспот Јован Драгаш, кнез Лазар, књегиња Милица, деспот Констадин, Бранковићи и српски патријарх Спиридон.
У 18. веку манастир је пао у тако тешко стање да је 1726. године у њему остало само два руска и два бугарска монаха. Године 1735, манастир је проглашен грчким. Манастир је обновљен и поново постао руски 1830. године доласком јеромонаха Аниките.
Манастир је био под покровитељством Руске царске породице Романових током друге половине 19. века када је доживео значајан напредак.
До краја 19. века постао је највећи манастир на Светој гори по поседу и броју братства. 1903. године је било 1.446 монаха, а 1913. - око 2000. Манастир је више пута паљен, најпознатији случајеви су : 1307, када је манастир спаљен од стране каталонских, пирата, и 1968. године.
Први од лидера Русије који је посетио Русикон је био Владимир Путин (9. септембар 2005).

## Подвижници, реликвије и благо
Манастир је овенчан подвизима многобројних руских подвижника од којих је најпознатији старац Силуан, који је умро и сахрањен у манастиру 1938. године.
Понос манастира је библиотека, која је била тешко оштећена током пожара 1959, и неколико непроцењивих реликвија, укључујући мошти Светог Пантелејмона.

## Тренутни статус
Године 2006, братство манастира је бројало око 50 монаха и искушеника.
Манастир се од 1988. године, заједно са осталих деветнаест светогорских манастира, налази на УНЕСКО-вој листи светске баштине у склопу споменика средњег века обједињених под заштићеном целином Планина Атос.